# Eskil Andersson
Eskil Charles Andersson, född 3 juni 1910 i Masthugget, Göteborg, död 29 juli 1976 i Högsbo, Göteborg, var en svensk tidigare handbollsspelare.

## Klubblagskarriär
Eskil Andersson representerade under hela sin elitkarriär Sanna IF. Sanna tillhörde vid denna tid eliten i Sverige. 1941 kvalificerade man sig för allsvenskan och spelade i högsta serien 1941–1943. Det är oklart när Andersson slutade spela handboll.

## Landslagskarriär
Eskil Andersson spelade 1934–1939 elva landskamper i utehandboll, mestadels som vänsterinner och vänsterytter. Han var målfarlig och spelade med god taktisk blick. Han spelade bara landskamper utomhus och finns således bara representerad med noll landskamper i den nya statistiken på Svensk handboll. Han debuterade i Sveriges första utomhuslandskampen mot Tyskland 1934 och spelade sedan fram till 1939 elva landskamper och gjorde 15 mål i landslaget. Han spelade i det första utomhus-VM 1938.

## Rodd och korgboll
Andersson blev 1933 svensk mästare i rodd, inriggad fyra, för Göteborgs RK och har dessutom vunnit DM i korgboll.

## Privatliv
Under handbollskarriären var han chaufför i Göteborg. Bröderna Helge Andersson (f. 1901), John Andersson (f. 1916) och Ture Andersson (f. 1923) är eller har varit bland Sanna IF:s bästa handbollsspelare.